# Unearthed (Crimson Thorn)
Unhearted è il primo album in studio dei Crimson Thorn, pubblicato nel 1995.

## Tracce
1. Unearthed
2. Decrepit
3. Cultivate Decay
4. Ignorant Self
5. Your Carcass
6. Asphyxiated
7. Malignant Masters
8. Defaced
9. Comatose
10. Imminent Wrath
11. No Exceptions